# Serge Tyvaert
Serge Tyvaert, né le 4 septembre 1970,  à Besançon, est un prêtre et religieux catholique français.
Membre de l'ordre des Prêcheurs, docteur en théologie spécialiste de la catéchèse en France, chargé de cours à l'Institut Supérieur de Pastorale Catéchétique de Paris (ISPC, branche du Theologicum de l’Institut Catholique de Paris depuis 2009.

## Biographie
Ingénieur des Arts et Métiers, il est aussi diplômé de l'Institut de théologie orthodoxe Saint-Serge, licencié et docteur en théologie.
Il assure la direction de l'Hospitalité du Rosaire de 2009 à 2015, .
Il a desservi paroisses de Dampierre, de Fresne-Vellexon et des Monts de Gy jusqu'en 2017. Son ministère s'exerce actuellement au doyenné de Gray, depuis le 1er décembre 2018,.
Il a publié sur la vie érémitique, particulièrement sur le moine Matta el Maskine, figure majeure du renouveau monastique (en) de l'Église copte orthodoxe depuis les années 1950, et la Congrégation des Ermites de Saint-Jean-Baptiste, sur la catéchèse mystagogique du mystère christologique de l'Ascension des Pères de l'Église, et la notion de « Nouvelle évangélisation » en lien avec la liturgie de pèlerinage.
Sa thèse Le chant des Heures. Liturgie paroissiale et catéchèse dans le diocèse de Besançon du concile de Trente à l’époque contemporaine dirigée par Gilles Berceville soutenue le 7 novembre 2018 a reçu la plus haute mention : Excellence, Summa cum laude. Elle porte sur l'évolution historique de la transmission de la foi chrétienne pour l'enfance par les catéchismes, Livre d'heures, liturgie paroissiale et catéchèse du diocèse de Besançon sur trois siècles (1600-1900). La quasi-totalité de son texte est publiée en décembre 2019 aux Éditions du Cerf, ,.
Il est également secrétaire de rédaction de la Revue des sciences philosophiques et théologiques.

## Publications
- Serge Tyvaert (préf. Joël Molinario, Publication de la thèse en théologie de Serge Tyvaert), Le chant des Heures : Liturgie paroissiale et catéchèse dans le diocèse de Besançon du concile de Trente à l'époque contemporaine, Paris, Éditions du Cerf, coll. « Cerf Patrimoines », 2019, 913 p. (ISBN 978-2-204-13426-2)[15] Préface et première partie sur cultura.com
- Serge Tyvaert, L'Ascension et son mystère : La catéchèse mystagogique des Pères à la lumière de la Règle de foi, Gezier, Les Chaillots Éditions, 2012, 257 p. (ISBN 979-10-90494-00-8), 257 p.[8]
- Serge Tyvaert, Matta el Maskîne et le renouveau du monastère de Saint-Macaire, Gezier, Les Chaillots Éditions, 2010, 45 p. (ISBN 978-2-9533499-5-5)[8], [16]
- Serge Tyvaert, Cahiers Internationaux de Théologie Pratique. De la première annonce à la nouvelle évangélisation, Louvain-la-Neuve-Québec-Paris, les Chaillots éd., coll. « série "Recherches" no  10 », 2010, 146 p. (ISBN 978-2-9533499-5-5) En ligne : www.pastoralis.org [PDF] (tiré de son mémoire de Master soutenu en juin 2009[17]).

### Articles
- « Liturgie de pèlerinage et première annonce », Gilles Drouin (dir.), Liturgie de pèlerinage et piété populaire, Salvator, 2018, p. 233-257.
- « La nouvelle évangélisation chez Jean-Paul II et Benoît XVI », Lumen Vitae, 2012, no  2, pp. 163-177. En ligne
- « Chronique des Assises françaises du catéchuménat, Paris, ISPC, 2-4 juillet 2012 », Lumen Vitae, 2012, no  3, pp. 341-354. En ligne
- « De Pâques à la Pentecôte », La Vie Spirituelle, 87/769, mars 2007, pp. 135-148. (Article reproduit dans L’Ascension et son Mystère, Les Chaillots Éditions, 2012.)
- « Matta el-Maskîne et le renouveau du monastère de Saint Macaire », Istina, no  48, 2003, pp. 160-179. (Article publié comme livre : Matta el Maskîne et le renouveau du monastère de Saint-Macaire, Éditions Les Chaillots, 2010.)
- Méditation du Rosaire, Revue du Rosaire, juin 2008. En ligne

### Préfacier
- Jean-Baptiste Courtin (préf. Élisabeth Charles, La couverture porte : "manuscrit conservé aux archives des sanctuaires de Lourdes."), Histoire du pèlerinage du rosaire : chronique des années 1908-1939, Lourdes, Notre-Dame de Lourdes Éditions, 2010, XXIV-198 p. (ISBN 978-2-36109-013-5)

## Liens